# Шоу ужасов Рокки Хоррора
«Шоу ужасов Рокки Хоррора» (англ. The Rocky Horror Picture Show) — художественный фильм режиссёра Джима Шармана 1975 года. Экранизация популярного британского мюзикла. Представляет собой пародию на основные каноны научной фантастики и фильмов ужасов. Сценарий был написан Ричардом О’Брайеном совместно с Джимом Шарманом.

## Сюжет
По-обывательски скучная и очень заурядная пара — Джэнет Вэйс и Брэд Мэйджорс — после помолвки отправляется навестить старого профессора, у которого когда-то учился Брэд. По дороге их автомобиль ломается. Случай приводит их в расположенный неподалёку старинный замок. В надежде найти телефон они стучат в дверь и просят помощи. Обитатели замка приглашают их внутрь, и герои неожиданно для себя попадают в общество людей, которые поначалу кажутся всего лишь странными и слегка эксцентричными, но по мере развития событий оказываются абсолютно сумасшедшими и умопомрачительно безумными в своей шокирующей экстравагантности.
Однако даже их экстравагантность не может сравниться с безрассудной гениальностью хозяина замка — доктора Фрэнка Эн Фертера — который оказывается сумасшедшим учёным-трансвеститом с далёкой планеты Транссексуалии в галактике Трансильвания. Оказывается, доктор Фрэнк долгое время пытался разгадать секрет жизни и незадолго до прибытия пары ему это, наконец, удалось сделать. С помощью этого открытия учёный создаёт для себя привлекательного молодого парня и превращает его в своего сексуального раба. Джэнет и Брэд попадают на торжественный вечер, посвящённый этому событию. Пара абсолютно потрясена увиденным и услышанным. Их скучный мир мещанской обыденности и традиционных табу резко наталкивается на диаметрально противоположную крайность.

## В ролях
| Актёр                  | Роль                     |
| ---------------------- | ------------------------ |
| Тим Карри              | доктор Фрэнк Н. Фертер   |
| Сьюзан Сарандон        | Джанет Вайс              |
| Барри Боствик          | Брэд Мейджорс            |
| Ричард О’Брайен        | Рифф-Рафф                |
| Патрисия Куин          | Маджента                 |
| Нелли Кэмбелл          | Коламбия                 |
| Джонатан Адамс (англ.) | доктор Эверетт фон Скотт |
| Мит Лоуф               | Эдди                     |
| Чарльз Грей            | рассказчик               |
| Питер Хинвуд           | Рокки Хоррор             |

## Художественные особенности
Картина приобрела со временем статус «культового фильма». По мнению киноведа М. Трофименкова: «Между тем на первых порах фильм в прокате провалился: культовый статус он приобрел не сразу, неизвестным науке способом».
По гипотезе Умберто Эко, одним из факторов, способствующих формированию культового статуса вокруг определённого произведения, является «несвязанность», или «разборность» этого произведения. В качестве примера он приводит фильм «Касабланка», который «можно воспринимать по частям, выхватывая куски, каждый из которых становится цитатой, архетипом». По его мнению: «В определенной степени то же самое можно сказать и о „Шоу ужасов Рокки Хоррора“, который является культовым фильмом в чистом виде именно потому, что лишён формы — его можно разбирать на цитаты, порывая связи между кусками, до бесконечности».

Художник по костюмам Сью Блейн утверждала, что её работы для фильма напрямую повлияли на развитие модных тенденций панк-рока, таких как рваные чулки в сеточку (англ.) и ярко окрашенные волосы. 

## Признание
- В 2005 году был включён в национальный реестр фильмов Библиотеки Конгресса США.
- В 1980 году был включён в зал славы премии Сатурн.